# Vijeće za nacionalnu sigurnost
Vijeće za nacionalnu sigurnost, središnje tijelo sustava domovinske sigurnosti u Republici Hrvatskoj. Sastav je propisan je zakonom kojim se uređuje sigurnosno-obavještajni sustav Republike Hrvatske. Vijeće za nacionalnu sigurnost razmatra i procjenjuje sigurnosne prijetnje i rizike, pitanja iz djelokruga središnjih tijela državne uprave i drugih državnih tijela koja se odnose na nacionalnu sigurnost te donosi smjernice, odluke i zaključke o načinima zaštite i ostvarivanja interesa nacionalne sigurnosti koji se odnose i na sustav domovinske sigurnosti. Vijeće za nacionalnu sigurnost odobrava planove rada i razvoja sustava domovinske sigurnosti. Koordinacija za sustav domovinske sigurnosti na godišnjoj razini ili prema potrebi, predlaže Vijeću za nacionalnu sigurnost raspravu o sigurnosnim prijetnjama i procjeni nacionalnih sigurnosnih rizika te poduzimanje mjera za njihovo tretiranje. Ured Vijeća za nacionalnu sigurnost pruža administrativnu potporu Koordinaciji za sustav domovinske sigurnosti.